# Caccobius anthracites
Caccobius anthracites là một loài bọ cánh cứng trong họ Bọ hung (Scarabaeidae).